# Durst György
Durst György (Okány, 1951. december 9. –) Balázs Béla-díjas (2005) magyar gyártásvezető, a Duna Televízió producere. A Mediawave Alapítvány kuratóriumának elnöke.

## Életpályája
1974-1996 között a Balázs Béla Stúdióban volt szervező, majd ügyvezető titkár. 1995-2011 között részt vett a Duna Műhely létrehozásában és működésében. 1995 óta a Kép-Árnyék Mozgóképkészítő Társaság alapító tulajdonosa. 1997-ben létrehozta a Premier Plan Alapítványt. 2002 óta a Duna Televízió dramaturgiai igazgatója. 2005 óta a Magyar Filmklubok és Filmbarátok Szövetségének elnöke.

## Filmjei
- Gyémánttengely (1983)
- Reformesélyek '87 (1987)
- Szárszó '88 (1988)
- Vaskor (1989)
- Haláljog (1992)
- Lakatlan ember (1992)
- Ezüstkor (1993)
- Sade márki élete (1993)
- Árnyékszázad (1993)
- Különböző helyek (1995)
- Képzelt kínai (1996)
- Necrophilia (1996)
- Tisztaság fél egészség (1997)
- A tükör képe (1997)
- Semmittevők (1997)
- A program (1998)
- Szabadkikötő (1998)
- A másik ember iránti féltés diadala (1999)
- Zárás (1999)
- Lamm (1999)
- Séta (1999)
- Freeport (1999)
- Cukorkékség (1999)
- Afta (2000)
- Nincsen nekem vágyam semmi (2000)
- Tempó (2000)
- Öcsögök (2000)
- Balra a nap nyugszik (2000)
- A Jánó testvérek (2001)
- Tangó (2001)
- Az ifjúság megnyugtat (2002)
- Arccal a földnek (2002)
- Hotel Tubu (2002)
- Eső után (2002)
- Csendország (2002)
- Aranyváros (2002)
- Napok, amelyeknek értelmet adott a félelem (2003)
- Pillangó (2003)
- Tesó (2003)
- Székelyföldi szolgasorsok (2004)
- Páternoszter (2004)
- Csodálatos vadállatok (2005)
- Szivarfüst (2005)
- Szabad vagyok (2005)
- Kész cirkusz (2005)
- Dolina (2006)
- Költözés (2006)
- A rézfaszú bagoly (2006)
- Decameron 2007 (2007)
- 411-Z (2007)
- Lassú tükör (2007)
- Fövenyóra (2007)
- Csapás (2007)
- Csempelevél (2008)
- Családi kör (2008)
- Befőtt (2008)
- Láthatatlan történet (2009)
- Jancsika és a libuskák (2009)
- Apró örömök (2009)
- Köntörfalak (2009)
- Magasfeszültség (2010)
- Maradandó sérülések (2011)
- Valami kék (2011)

## Díjai
- A Magyar Köztársasági Érdemrend kiskeresztje (1996)
- A filmkritikusok díja (2001)
- A filmszemle díja (2002, 2004)
- Párhuzamos Kultúráért díj (2010)[2]